# 초월 나들목
초월 나들목(Chowol IC)은 경기도 광주시 초월읍 선동리에 설치된 광주원주고속도로의 2번, 성남이천로의 7번 교차로이다. 성남이천로를 통해 초월읍, 광주시 및 성남시 등지로 진출할 수 있으며, 2016년 11월 11일에 개통되었다. 성남이천로에서는 장호원 방향 진출과 성남 방향 진입만 가능하고, 광주원주고속도로에서는 광주 방향 진출과 원주 방향 진입만 가능하다. 나들목 진출입로는 경기광주 분기점과 연결되어 있다.
2015년 12월 31일에 명칭을 초월 나들목으로 확정했다.

## 연혁
- 2015년 12월 31일 : 명칭을 초월 나들목으로 확정[1]
- 2016년 11월 11일 : 광주원주고속도로, 성남이천로 초월 나들목 ~ 쌍동 분기점 구간 개통과 함께 영업 개시[2]

## 구조물 정보
- 위치 : 경기도 광주시 초월읍 선동리
- 영업소: 경기도 광주시 초월읍 하오개길 24-39

## 접속하는 노선
- 국도 제3호선 (성남이천로)

## 교통량 정보
| 요금소        | 통행량 (대/일) | 통행량 (대/일) | 통행량 (대/일) | 통행량 (대/일) | 각주  |
| 요금소        | 2016년         | 2017년         | 2018년         | 2019년         | 각주  |
| ------------- | -------------- | -------------- | -------------- | -------------- | ----- |
| 초월 (폐쇄식) | 5,578          | 7,283          | 8,634          | 8,925          | [ 3 ] |

## 사진

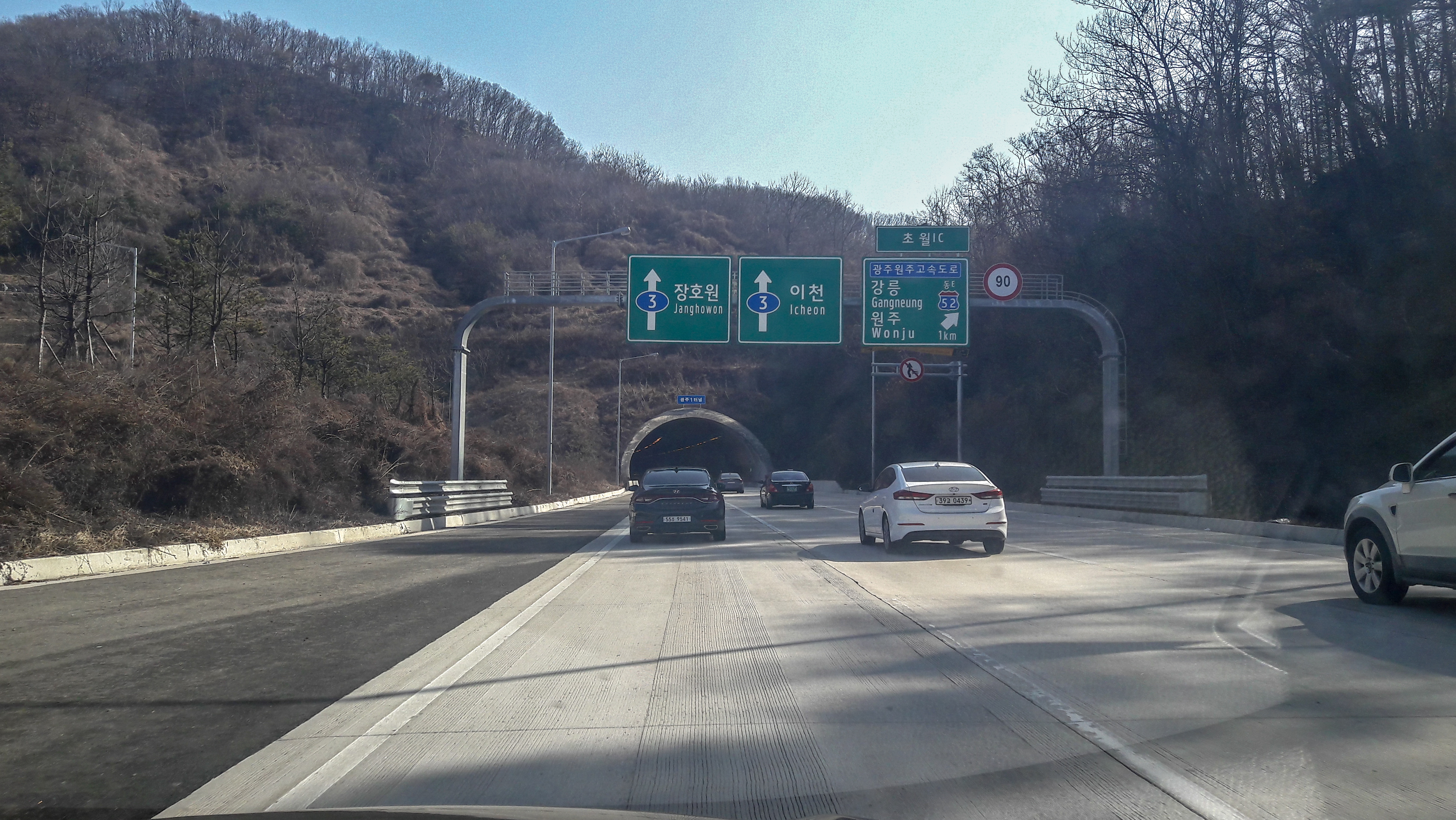
성남이천로 1km 표지판
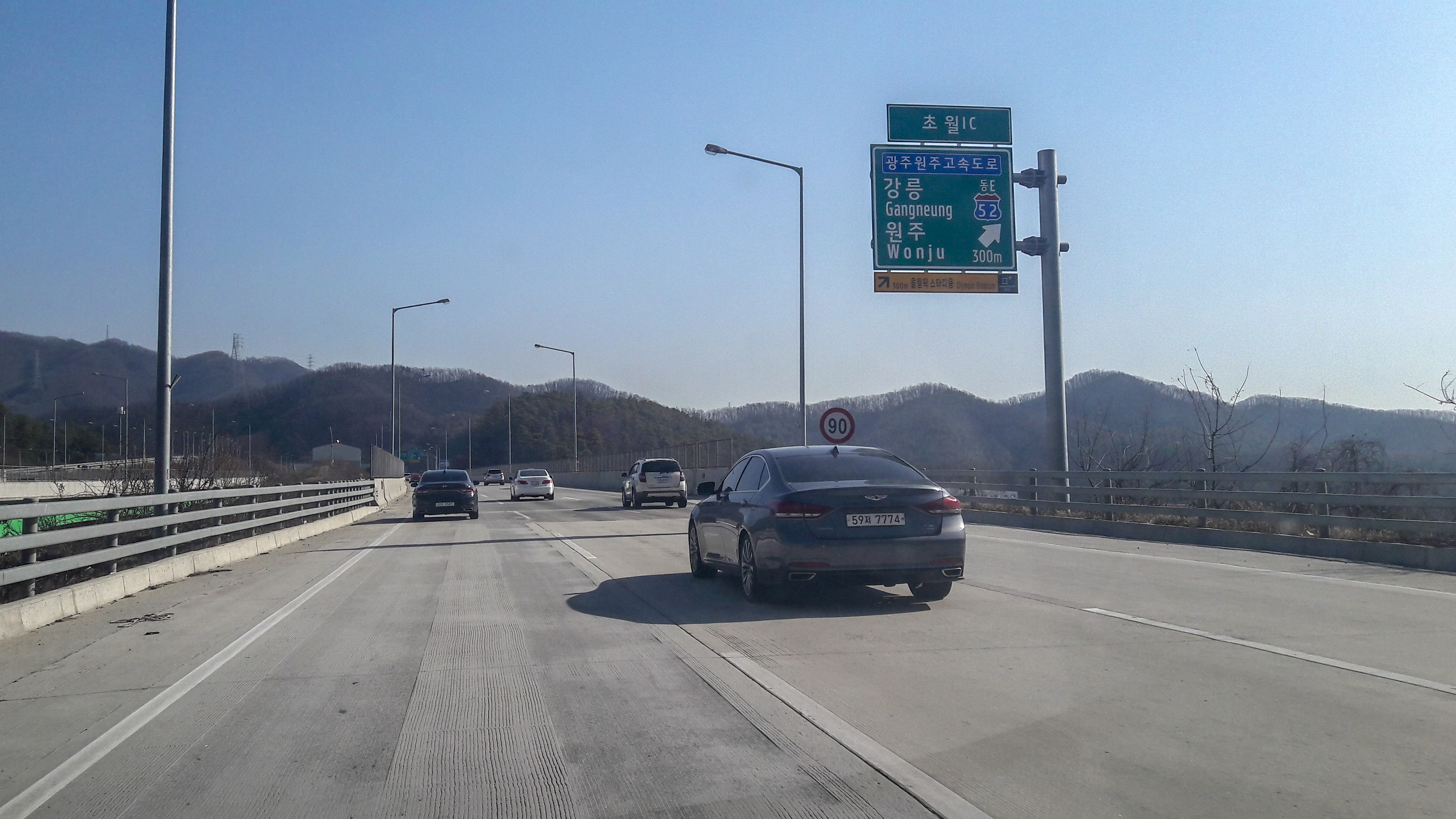
성남이천로 300m 표지판
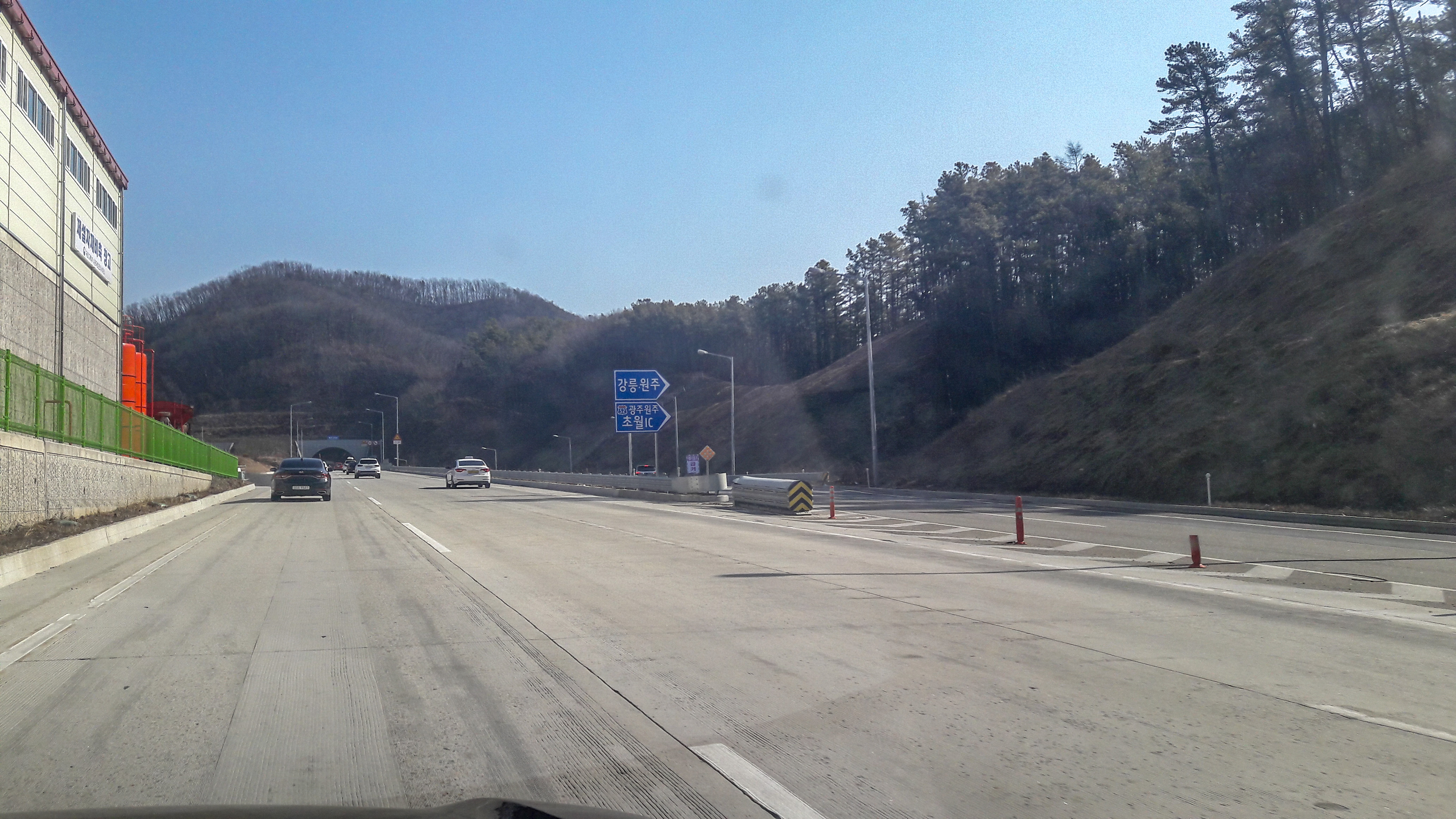
성남이천로 출구